# İlhan Atasoy

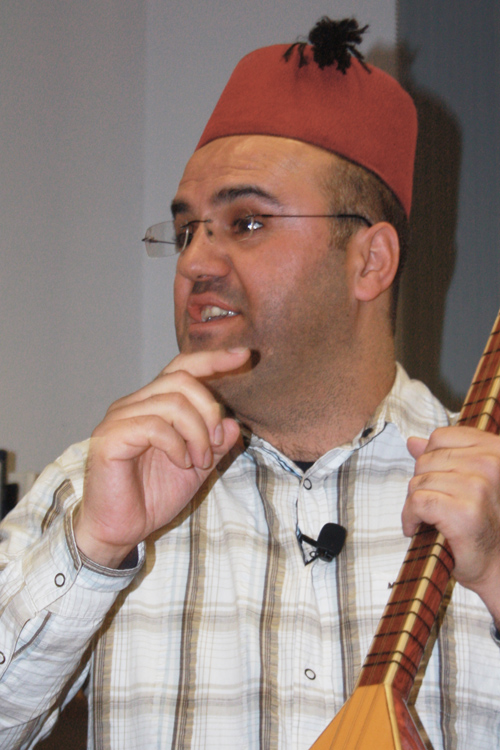
İlhan Atasoy (Okt. 2010)

İlhan Atasoy (* 15. Juli 1970) ist ein Dortmunder Kabarettist, Satiriker und Vortragskünstler.

## Leben
Der seit 1980 in Deutschland lebende Atasoy betreibt literarisches Kabarett, schreibt Gedichte, Erzählungen und Kurzgeschichten, wie die ausgezeichnete Mein Bruder auf der Straße. Auch auf dem Gebiet des Romanes betätigt sich das Mitglied der Literaturwerkstatt Literaturcafé Fakir Baykurt. Veröffentlichungen finden bisweilen in deutscher, bisweilen in türkischer Sprache statt.

## Veröffentlichungen (Auswahl)
- Tehlikeli Öpücük (1999)
- Ağzımdan Kaçan Şiirler (2002)
- Verbum Varium Treverorum (2006)